# Tlapa de Comonfort
Tlapa de Comonfort là một đô thị thuộc bang Guerrero, México. Năm 2005, dân số của đô thị này là 65763 người.